# Richie Aprile

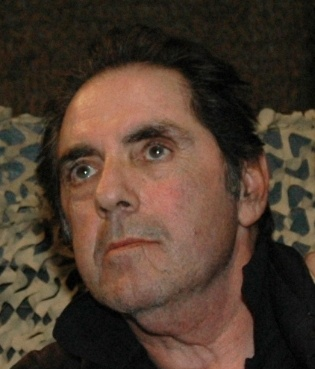
Richie Aprile

Richard Aprile, Sr. (cca. 1950 - 2000), interpretat de David Proval, este un personaj fictiv în seria HBO, Clanul Soprano. Richie a fost "capo" și totodată fratele mai mare al șefului "de drept" din familia mafiotă DiMeo, Jackie Aprile, Sr.. Richie a fost fără dubii unul dintre cele mai impulsive personaje din serial; din acest punct de vedere se aseamănă cu Ralph Cifaretto fiind violent, irascibil, lacom și narcisist. Sadismul său este cel mai evident în momentul în care îl paralizează pe Beansie Gaeta fără a avea vreun fel de remușcare. Se dovedește a fi foarte gelos când află la eliberarea din închisoare că Tony Soprano, o persoană mai tânără ca el și care pe vremuri lucra pentru Richie, este acum șeful familiei mafiote DiMeo. Richie este de asemenea stânjenit și de fiul său Richard "Little Ricky" Aprile, Jr. când acesta participă la un concurs de dansuri de societate, obicei pe care unii mafioți îl consideră un semn al homosexualității.